# Tylas à tête noire
Tylas eduardi
Genre
Espèce
Statut de conservation UICN

 LC  : Préoccupation mineure
Le Tylas à tête noire (Tylas eduardi) est une espèce de passereaux appartenant à la famille des Vangidae, la seule du genre Tylas.

## Répartition
Cet oiseau est endémique de Madagascar.